# Vol Air France 125

L'incendie du vol Air France 125  est un accident d'aviation survenu le 17 mars 1982. Aéroport international El Rahaba vers Aéroport international du Caire Le vol Air France 125 (Airbus A300B4-203) a subi une panne moteur au décollage. Le pilote a immédiatement interrompu le décollage, mais un incendie s'est déclaré. 124 passagers et membres d'équipage étaient à bord, seuls deux passagers ont été blessés. Cet accident était le premier accident à perte totale causé par l'Airbus A300.

## À propos du vol 125

### L'avion qui a causé l'accident
L'airbus A300B4-203 (F-BVGK), qui a eu un incendie, a effectué son premier vol le 22 février 1979 et a été livré à Air France le 27 avril 1979. L'avion a totalisé 9 053 heures de vol et 3 376 décollages et atterrissages. Cet avion a subi des dommages irréparables en raison de cet accident et a été radié le 7 mai de la même année,,.

### Équipage
Le capitaine était un Français de 50 ans avec un temps de vol total de 14 728 heures. Il a reçu la qualification de vol A300 le 7 mars 1979 et avait 1 594 heures d'expérience de vol avec le même avion. En plus de ses qualifications A300, il possédait également les qualifications Sud-Aviation SE 210 Caravelle, Boeing 727, Douglas DC-3, Douglas DC-4 et Breguet Deux-Ponts. Il était commandant de bord du Sud-Aviation SE 210 Caravelle et Boeing 727.
Le copilote était un Français de 33 ans avec un temps de vol total de 3 721 heures. Il était qualifié pour l'A300 le 5 mars 1982 et avait 68 heures d'expérience de vol avec le même avion. Il possédait également les qualifications Sud-Aviation SE 210 Caravelle, Boeing 727.
Le mécanicien de bord était un Français de 36 ans avec un temps de vol total de 4 304 heures. Il était qualifié pour l'A300 le 8 avril 1980 et comptait 1 032 heures d'expérience de vol avec le même avion. Il a également été qualifié pour le vol Sud-Aviation SE 210 Caravelle.
En plus des trois membres d'équipage du poste de pilotage, dix agents de bord étaient à bord du vol 125. Quatre d'entre eux étaient en formation à l'A300.

## Histoire de l'accident
Le vol 125 était un vol régulier international de l'aéroport international El Rahaba à Paris via l'aéroport international du Caire. Le temps était clément le jour de l'accident. À 08:19, heure locale, le vol 125 a été autorisé à décoller de la piste 36 et a commencé sa course au décollage. Cependant, lorsque l'avion a accéléré à environ 95 nœuds (176 km/h), une explosion soudaine s'est produite. Le commandant de bord a cru que le pneu de l'avion s'était rompu et a décidé d'annuler le décollage. Cependant, ce bruit d'explosion était dû à l'explosion du moteur droit, et l'alarme incendie a été activée dans le cockpit. L'explosion a provoqué une fuite de carburant des ailes et un incendie s'est déclaré à l'arrière du fuselage à droite. L'avion s'est arrêté à environ 1 900 m du début du vol à voile. Même après l'arrêt de l'avion, le carburant fuyait toujours, ce qui a rapidement aggravé l'incendie. L'évacuation se faisait principalement par la glissière d'évacuation arrière gauche. Bien que l'avion ait été gravement endommagé par l'incendie, 124 membres d'équipage et passagers n'ont pas été tués,,.

## Investigation d'accident
Le rapport final conclut que l'explosion du moteur droit dans cet accident était due à une panne de disque de turbine. Le disque de la turbine présentait des fissures de fatigue qui n'ont pas été trouvées lors de l'inspection du moteur. Dans le rapport, il était indiqué que des améliorations fondamentales de la conception étaient nécessaires plutôt qu'un examen des intervalles d'inspection des disques.

## Avis de sécurité
Le 1er juillet 1984, l'Administration de l'aviation civile du Yémen a publié quatre avis de sécurité. Cette recommandation modifie les règlements de navigabilité du moteur pour exiger des essais d'endurance, inclure la salle de confinement du train d'atterrissage dans une zone touchée par le feu et équiper toutes les portes d'accès de deux poignées, on a demandé de revoir la conception de la goulotte d'évacuation,.